# إيسنر لوبوا
إيسنر لوبوا (بالإسبانية: Eisner Loboa) (17 مايو 1987 في كولومبيا - ) هو لاعب كرة قدم كولومبي في مركز الوسط. شارك مع منتخب كولومبيا تحت 20 سنة لكرة القدم. أما مع النوادي، فقد لعب مع ديبورتيفو باستو وديبورتيفو كالي وشانغهاي غرينلاند شينهوا وكلوب ليون ونادي أطلس ونادي بويبلا ونادي موريليا الرياضي.

## روابط خارجية
- إيسنر لوبوا على موقع Soccerway.com (الإنجليزية)